# The Horseradish Story
The Horseradish Story, in het Nederlands vertaald als De spinazie van McSchobbejak en als McSchobbejaks spinazie-erfenis, is een stripverhaal van Carl Barks uit 1953. Dagobert Duck, Donald Duck en Kwik, Kwek en Kwak hebben in het verhaal de hoofdrol.
Het verhaal werd in het Nederlands gepubliceerd in weekblad Donald Duck nummer 42 t/m 44 van jaargang 1955 en het verscheen als hoofdverhaal in album nr. 4 in de serie Oom Dagobert, avonturen van een Steenrijke Eend. Het is in de loop der jaren nog enkele malen herdrukt in Donald Duck. Ook is het verschenen in het jubileumboek dat in september 2022 is uitgegeven in het kader van het 75-jarig jubileum van Dagobert.
Keno Don Rosa verwerkte enkele elementen uit dit verhaal in De laatste van de clan McDuck (1992).

## Verhaal
Op een dag komt een man genaamd Gluiper McSchobbejak (Engels: Chisel McSue) Dagoberts geldpakhuis binnen met een dwangbevel, waarin staat dat al Dagoberts bezittingen en zijn hele vermogen vanaf nu van McSchobbejak zijn. Het blijkt dat een voorouder van McSchobbejak, Johannes McSchobbejak, in de 18e eeuw een contract heeft afgesloten met een voorouder van Dagobert, Dorus Duck, die met zijn schip De Gouden Gans binnen 30 dagen een lading spinazie voor McSchobbejak af zou leveren in Jamaica. Toen Dorus het contract tekende zag hij niet dat er in kleine lettertjes stond dat als de spinazie niet op tijd zou worden afgeleverd, hij zijn hele vermogen aan McSchobbejak moest afstaan. De Gouden Gans zonk onderweg door een onbekende oorzaak. Toen Dorus Duck weer thuiskwam, ontdekte hij dat McSchobbejak al zijn bezittingen had geconfisqueerd. McSchobbejak eiste ook nog het gouden gebit van Dorus op, maar Dorus weigerde dit af te staan.
Dagobert had het gouden gebit van zijn voorvader ooit in zijn bezit als familie-erfstuk, maar hij heeft het later doorverkocht. Op grond van dit laatste claimt Gluiper McSchobbejak nu alsnog recht te hebben op Dagoberts hele vermogen en al Dagoberts bezittingen, tenzij Dagobert binnen 30 dagen alsnog de oorspronkelijke kist spinazie, die nog steeds samen het scheepswrak ergens op de bodem van de oceaan moet liggen, weet af te leveren in Jamaica. Dagobert huurt samen met zijn neef Donald en de drie neefjes een boot, in de hoop de kist nog op tijd te vinden en af te leveren. Het lukt inderdaad om De Gouden Gans te vinden, en wanneer Donald het scheepswrak bezoekt ontdekt hij dat Johannes McSchobbejak het schip destijds saboteerde zodat de spinazie nooit in Jamaica kon aankomen. Ze vinden ook de kist spinazie.
Als McSchobbejak hierachter komt, besluit hij de Ducks tegen te houden. Hij breng hun boot tot zinken, maar de Ducks weten een vlot te bouwen en ook de kist spinazie nog te redden. Even later pikken ze McSchobbejak als drenkeling op, die na een handgemeen met zijn kameraad in zee is beland. McSchobbejak denkt alsnog te winnen door de kist met de spinazie in zee te schoppen, maar de neefjes hadden dit al voorzien en bonden de kist met een touw aan het vlot vast. Zodoende kan de kist toch nog op tijd worden afgeleverd.

## Varia
- In het Engels betekent horseradish niet spinazie, maar mierikswortel.